# Jainkalbetta Forest, Somvarpet
Jainkalbetta Forest là một làng thuộc tehsil Somvarpet, huyện Kodagu, bang Karnataka, Ấn Độ.